# Ito Tetsuya
Tetsuya Ito (sinh ngày 1 tháng 10 năm 1970) là một cầu thủ bóng đá người Nhật Bản.

## Sự nghiệp câu lạc bộ
Tetsuya Ito đã từng chơi cho NKK, Yokohama Marinos, Sanfrecce Hiroshima, FC Tokyo, Oita Trinita và FC Gifu.